# Johannes Thiele (Polizeibeamter)
Karl Ernst Johannes Thiele (* 22. März 1890 in Dresden; † 22. September 1951 in Werl) war ein deutscher SS-Führer und Polizist, zuletzt im Rang eines SS-Brigadeführers und Generalmajors der Polizei.

## Leben und Wirken
Er war der Sohn des Wachtmeisters in der Gefangenenanstalt Karl Heinrich Thiele. In seiner Jugend schlug Thiele 1909 eine Karriere als Berufssoldat ein. Beim Militär durchlief er die Ausbildung zum Oberfeuerwerker. Nach der Teilnahme am Ersten Weltkrieg wechselte er im März 1920 in den Polizeidienst. Thiele gehörte anschließend der Polizei in Bremen und Hannover an und wurde zum Kriminalkommissar ausgebildet. Nach bestandener Prüfung war er ab 1922 als Kriminalkommissar in Hannover und Wesermünde tätig, wo er 1928 zum Leiter der Kripo und zum Kriminalrat befördert wurde. Zum 1. Oktober 1931 wurde er ans Polizeipräsidium Berlin versetzt. Dort wurde er nach der Entmachtung der Preußischen Landesregierung im Zuge des Preußenschlages vom 20. Juli 1932 als Nachfolger von Johannes Stumm als Inspektionsleiter gegen Rechtsradikalismus in die Abteilung I des Präsidiums versetzt.
Nach der Machtübergabe an die Nationalsozialisten  wurde Thiele am 1. Februar 1933 als Nachfolger des Kriminaldirektors Scherler zum Leiter des Außendienstes der Abteilung IA (Politische Polizei) ernannt. In dieser Funktion war er  maßgeblich an der Verhaftungswelle gegen die linke Opposition nach dem Reichstagsbrand beteiligt. Im Mai 1933 übernahm Thiele die Stellung eines Hauptreferenten für Angelegenheiten der Kripo im Preußischen Innenministerium, wo er zu den wichtigsten Mitarbeitern von Kurt Daluege zählte. Am 1. September 1933 wurde er zum Regierungsrat ernannt. Am 1. April 1935 wurde Thiele zum Landes- und nach 1936 zum Reichskriminaldirektor befördert.
Thiele, seit Anfang April 1933 Mitglied der NSDAP (Mitgliedsnummer 1.774.686), trat 1936 der SS (SS-Nr. 280.077) bei.
Thiele wurde im Hauptamt Sicherheitspolizei, Amt V, Abteilung V.5 (Bereich Ausbildung) tätig und nach dem „Anschluss Österreichs“ mit dem Aufbau der Kripo-Leitstelle Wien beauftragt.
Ab März 1941 leitete Thiele die Hamburger Kriminalpolizei und wurde im September 1942 zum Inspekteur der Sicherheitspolizei und des SD (IdS) in Hamburg im Range eines Regierungs- und Kriminaldirektors ernannt. Von Anfang 1945 bis zum Kriegsende war er Polizeipräsident in Dresden. Bei der SS stieg er im Juni 1944 bis zum SS-Brigadeführer auf und wurde bis zum Generalmajor der Polizei befördert.
1946 wurde Thiele zusammen mit August Hinze und Johannes Rehmke vor einem britischen Militärgericht wegen Verbrechen an Fremdarbeitern und Kriegsgefangenen angeklagt und zunächst zum Tode verurteilt. Sein Urteil wurde auf fünfzehn Jahre Haft reduziert. Thiele starb im September 1951 in alliierter Internierung im Kriegsverbrechergefängnis Werl.